# Tytthoscincus perhentianensis
Tytthoscincus perhentianensis es una especie de escincomorfos de la familia Scincidae.

## Distribución geográfica yhábitat
Es endémica de las islas Perhentian (Malasia Peninsular).